# Biserica Mavrodolu din Pitești
Biserica „Adormirea Maicii Domnului” - Mavrodolu este un o biserică ortodoxă din România, situată în municipiul Pitești, fiind ridicată la începutul secolului al XIX-lea. Declarată monument istoric, apare în Repertoriul Arheologic Național, cu codul 13448.01.

## Descriere generală
Cunoscută sub denumirile mai vechi ca și Biserica din Mahalaua Albastră sau Biserica din Mahalaua de Jos, clădirea este amplasată pe o colină, fiind împrejmuită cu un zid de piatră și cărămidă, iar la intrarea în curte se află o troiță și o cruce de piatră de Albești, unde este înmormântat ctitorul acestui edificiu, Ioan Mavrodolu, împreună cu familia sa.  Lăcașul de cult dispune de un spațiu generos, sub formă de cruce și este format din: altar, naos și pronaos. Hramurile bisericii sunt: „Adormirea Maicii Domnului, Sfântul Spiridon și Sfântul Haralambie”.

## Istoric
Primele documente care atestă existența acestei biserici, datează din anul 1752, unde apare specificat faptul că pe locul actualului lăcaș de cult se afla o biserică din lemn, realizată de către Ene Cupețul, rudă apropiată a mitropolitului Varlaam, ctitorul schitului Trivale. În perioada anilor 1815-1818, biserica a fost rezidită de către ctitorul acesteia, Ioan Mavrodolu (1769-1832) și este singura biserică din orașul Pitești care a preluat numele fondatorului. În anul 1818, lăcașul de cult a fost sfințit de către întâiul episcop al Argeșului, D. D.Iosif. Dintre darurile făcute de ctitor către biserică, se cunosc următoarele: o evanghelie, o tavă de argint pentru anafură, două potire, o icoană a hramurilor îmbrăcată în argint, precum și un chivot de argint. Ctitorul a mai donat și cărți de cult, cum ar fi: un Liturghier, Sibiu,1807, o Psaltire, București, din anul 1820, precum și un Triodion, Neamț, 1833. În intervalul anilor 1818-1852, biserica a fost considerată Catedrala orașului. Acest lăcaș de cult a suportat mai multe reparații, printre care le amintim pe cele efectuate în cursul anilor 1848, 1868 și 1914, menținându-se însă arhitectura inițială. În anul 1848, Biserica Mavrodolu a ars, acoperișul și bolțile fiind distruse total, doar zidurile acesteia au rămas intacte. Din 1849, biserica a cunoscut un proces de  restaurare în care s-au implicat și enoriașii bisericii, fiind refăcută și extinsă, prin adăugarea unui pridvor închis, cu influență neoclasică, iar din anul 1868 a fost pictată în ulei. Dintre restauratorii lăcașului de cult, îi amintim pe Nichifor Ivanovici și Radu Hagi Tudor, lucrările de restaurare implicând lărgirea ferestrelor, precum și înlocuirea tâmplei de zid cu o catapeteasmă din lemn, realizată în stil baroc. Este consemnat faptul că în anul 1912, Epitropia solicită Episcopiei Argeșului, aprobarea cedării iconostasului unei biserici sărace, deoarece biserica Mavrodolu a fost înzestrată de d-na Bălașa I. Deleanu cu unul nou realizat din aramă. Începând cu anul 1914 s-a trecut la refacerea catapetesmei bisericii, în acest context, fiind introdus și curentul electric. Tot în acest an, s-au achiziționat două clopote, iar pictura edificiului de cult a fost reînnoită de către pictorul Gheorghe Belizarie. Din anul 1945, s-au realizat reparații  în exteriorul bisericii, cum ar fi: refacerea tencuielilor exterioare, al unui trotuar de beton, precum și realizarea unui grilaj de beton armat la mormântul ctitorului bisericii. Între anii 1955-1957, pictura Bisericii Mavrodolu a fost refăcută de către pictorul bisericesc, Emil Ivănescu din Curtea de Argeș și tot în acest an, mozaicul din biserică a fost înlocuit cu piatră de Albești. Din anul 1977, Biserica Mavrodolu se confruntă cu efectele distructive, provocate de seismul din 4 martie și astfel au început alte lucrări de restaurare, în cadrul cărora s-a realizat înlocuirea turlelor de lemn cu altele de zid. În anul 1994, pictura locașului a fost realizată în stil neobizantin, de către pictorul argeșean, Ilie Căpușe. Catapeteasma acestei biserici este lucrată în stil brâncovenesc și posedă 10 icoane îmbrăcate în argint, precum și alte 10 icoane ovale argintate, iar în interiorul lăcașului de cult se mai găsesc 30 de icoane de lemn pictate în ulei, în anul 1867. De-a lungul timpului, biserica a primit mai multe donații, aflate în Patrimoniul Cultural Național al României, printre acestea remarcându-se argintăria unor icoane de mari dimensiuni, realizate de argintarul piteștean, Ștefan Avrămescu. Pe locul fostei case parohiale din spatele altarului, a fost ridicat un alt lăcaș de cult, dedicat persoanelor cu deficiențe auditive și de vorbire, individualizat în conformitate cu cerințele specifice acestora. În cadrul acestui ansamblu bisericesc se mai află o biserică dedicată în exclusivitate copiilor, interiorul acesteia fiind decorat cu mobilier și icoane în miniatură, ctitoria acestor două lăcașuri, aparținându-i preotului Constantin Onu.

## Galerie

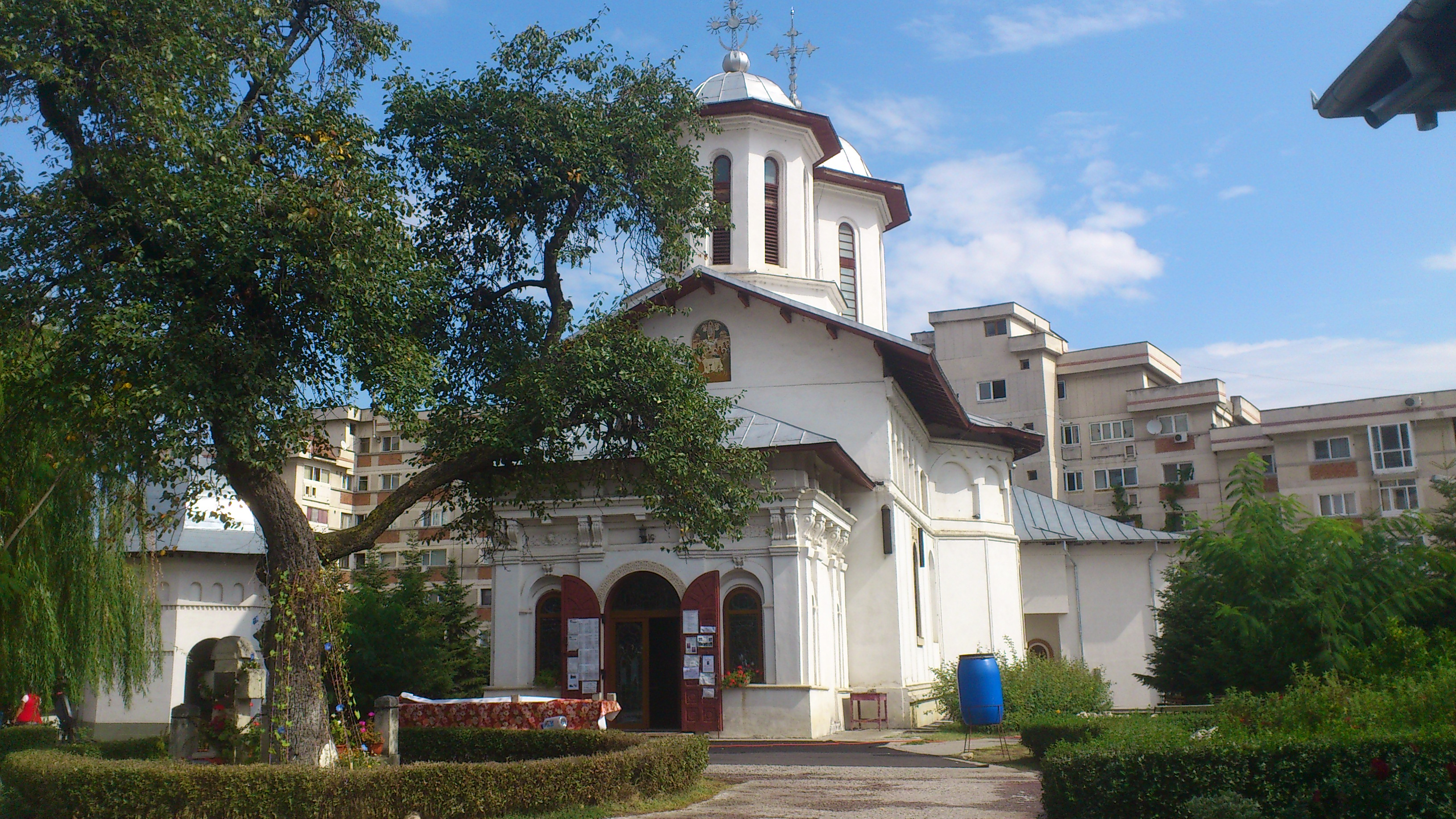
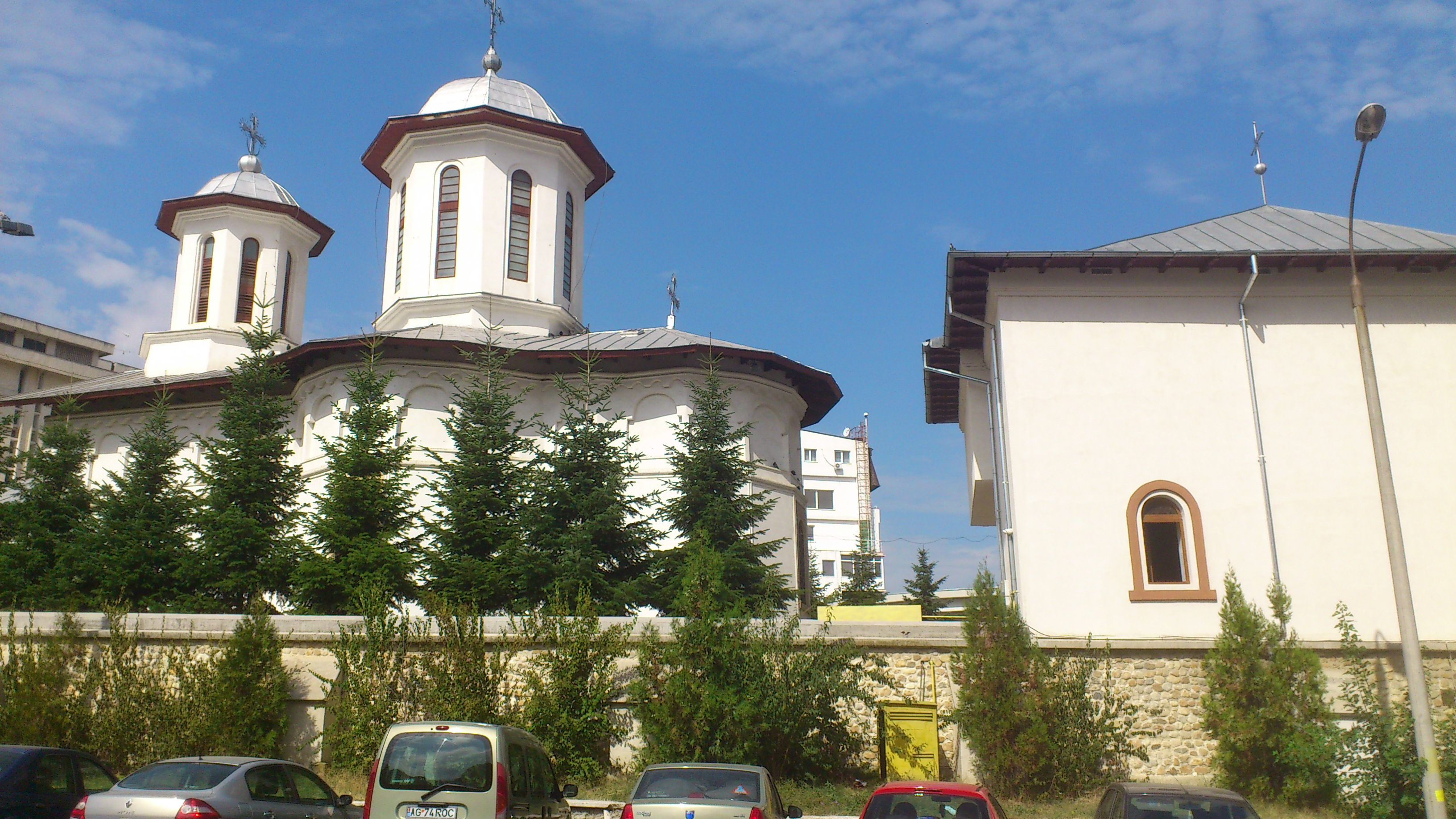